# Шумний Володимир Костянтинович
Володимир Костянтинович Шумний (нар. 12 лютого 1934, село Ховми, Чернігівська область, УРСР) — радянський і російський генетик, академік РАН. З 1986 по 2007 рік — директор Інституту цитології та генетики СО РАН.

## Життєпис
Володимир Шумний народився 12 лютого 1934 року в селі Ховми Чернігівської області. Його батько Костянтин Шумний працював зоотехніком; мати, Поліна, була колгоспницею. 1953 року він закінчив середню школу в селі Ядути Борзнянського району, а 1958 року — біолого-ґрунтовий факультет Московського державного університету за спеціальністю «ботаніка».
У тому ж 1958 році В. Шумний переїхав до новосибірського Академмістечка і вступив на роботу в Інституті цитології та генетики СО АН СРСР (ІЦіГ), де послідовно обіймав посади старшого лаборанта, молодшого наукового співробітника, завідувача лабораторії, заступника директора ІЦіГ. 1965 року він захистив дисертацію на здобуття наукового ступеня кандидата біологічних наук (тема — «Експериментальне отримання та характеристика тетраплоїдів кукурудзи»), а в 1973 — докторську дисертацію (тема — «Дослідження дії генів у зв'язку з проблемою гетерозису»). В 1982 йому було надано вчене звання професора за спеціальністю «генетика».
15 березня 1979 обраний членом-кореспондентом АН СРСР, а 15 грудня 1990 — дійсним членом АН СРСР (з 1991 р. — РАН) по Відділенню загальної біології.
З 1985 до 2007 року був директором Інституту цитології та генетики СО РАН; з 2007 року — радник РАН. З 1985 є також головою Об'єднаної вченої ради з біологічних наук СО РАН.
З 1986 року є завідувачем кафедри цитології та генетики факультету природничих наук Новосибірського державного університету. З 2004 — президент Вавилівського товариства генетиків і селекціонерів Росії.
Є членом Європейської академії наук, НАН Республіки Білорусь, НАН України та НААНУ.

## Наукова діяльність
Основні напрями наукових досліджень В. Шумного належать до генетики рослин і пов'язані з проблемами поліплоїдії, гетерозису, генної та хромосомної інженерії. Він створив моделі для вивчення ефектів гетерозису та поліплоїдії, досліджував механізми наддомінування на основі моногенних мутацій (зокрема отримав унікальну мутацію, що дозволяє посилити активність нітратредуктази — одного з найважливіших ферментів, відповідальних за азотний обмін у рослин). Разом зі співробітниками виконав великий цикл робіт з віддаленої гібридизації у злакових, отримавши унікальні міжродові гібриди.
Автор понад 400 наукових праць (у тому числі чотирьох монографій та двох підручників) з проблем генетики. Має 7 патентів на винаходи та 9 авторських свідоцтв на районування сорту.

## Нагороди
СРСР
- Орден Трудового Червоного Прапора (1977)[2]
- Орден «Знак Пошани» (1982)[2]

Росія
- Орден «За заслуги перед Вітчизною» IV ступеня (1999) — за великий внесок у розвиток вітчизняної науки, підготовку висококваліфікованих кадрів та у зв'язку з 275-річчям Російської академії наук[5]
- Орден «За заслуги перед Батьківщиною» ІІІ ступеня (2007)[6]
- Премія ім. В. А. Коптюга (2007)[4]
- Золота медаль РАН ім. М. І. Вавилова (2008) — за серію робіт «Вивчення явищ гетерозису, поліплоїдії, хромосомної та генної інженерії у рослин, а також створення цінних селекційних форм»[1].

## Особисте життя
Одружений, має двох дітей.